# Castello di Gaggio
Il castello di Gaggio era una fortificazione sita nel territorio di Fontanelice, circa a tre chilometri dall'abitato in direzione Castel del Rio, sopra un rilievo alto circa 300 metri.

## Descrizione
Il Castrum Gagij o Gazi, fu uno dei castelli più forti della Valle del Santerno. Disponeva di una rocca isolata più in alto (presso l'attuale casa colonica "Palazzina") e di una seconda più in basso a difesa di quello che doveva essere il borgo del castello.

## Storia
Attestato dal 1106, nel 1126 Papa Onorio II conferma al vescovo di Imola Bennone alcuni possedimenti, tra cui anche il "castrum Gazi". Nel 1198 alcuni uomini di Tossignano, ribellatisi ad Imola, si rifugiano nel castello di Gaggio, che poco tempo dopo è preso ed espugnato dai soldati di Imola. Nel 1229 i soldati faentini e bolognesi sottraggono il castello di Gaggio al governo di Imola che però, nello stesso anno, se ne impadronisce nuovamente. Nel 1292 il castello di Gaggio è soggetto ad Uguccione Sassatelli. Nel 1297 Maghinardo Pagani conquista il castello di Gaggio e lo incendia. Nel 1371 il castello di Gaggio ricostruito è governato da Lambertino Sassatelli, che dà l'avvio ad una politica di conquista (Croara, Casalfiumanese, Sassoleone, Baffadi), ma nel 1411 incorre in una grave sconfitta ad opera degli Alidosi di Castel del Rio, che conquistano Gaggio spogliandolo di armi, munizioni e mobili. Lambertino riesce in seguito a riavere il castello per l'intervento di Carlo Malatesta. I figli di Lambertino conservano il castello di Gaggio fino a quando la Chiesa, nel 1441, concede Imola e il suo contado a Guidantonio Manfredi di Faenza. Successivamente il castello di Gaggio tornò ancora ai Sassatelli e il 7 gennaio 1507 il figlio di Lambertino Sassatelli, Uguccione, sorpreso nel sonno, fu ucciso nelle stanze del suo castello dai Magnani di Fontana. Nel 1537, demolite le fortificazioni, venne degradato a "villa". Oggi non restano che pochi ruderi sui due colli un tempo occupati dalle fortificazioni del castello.

## La chiesa di Gaggio

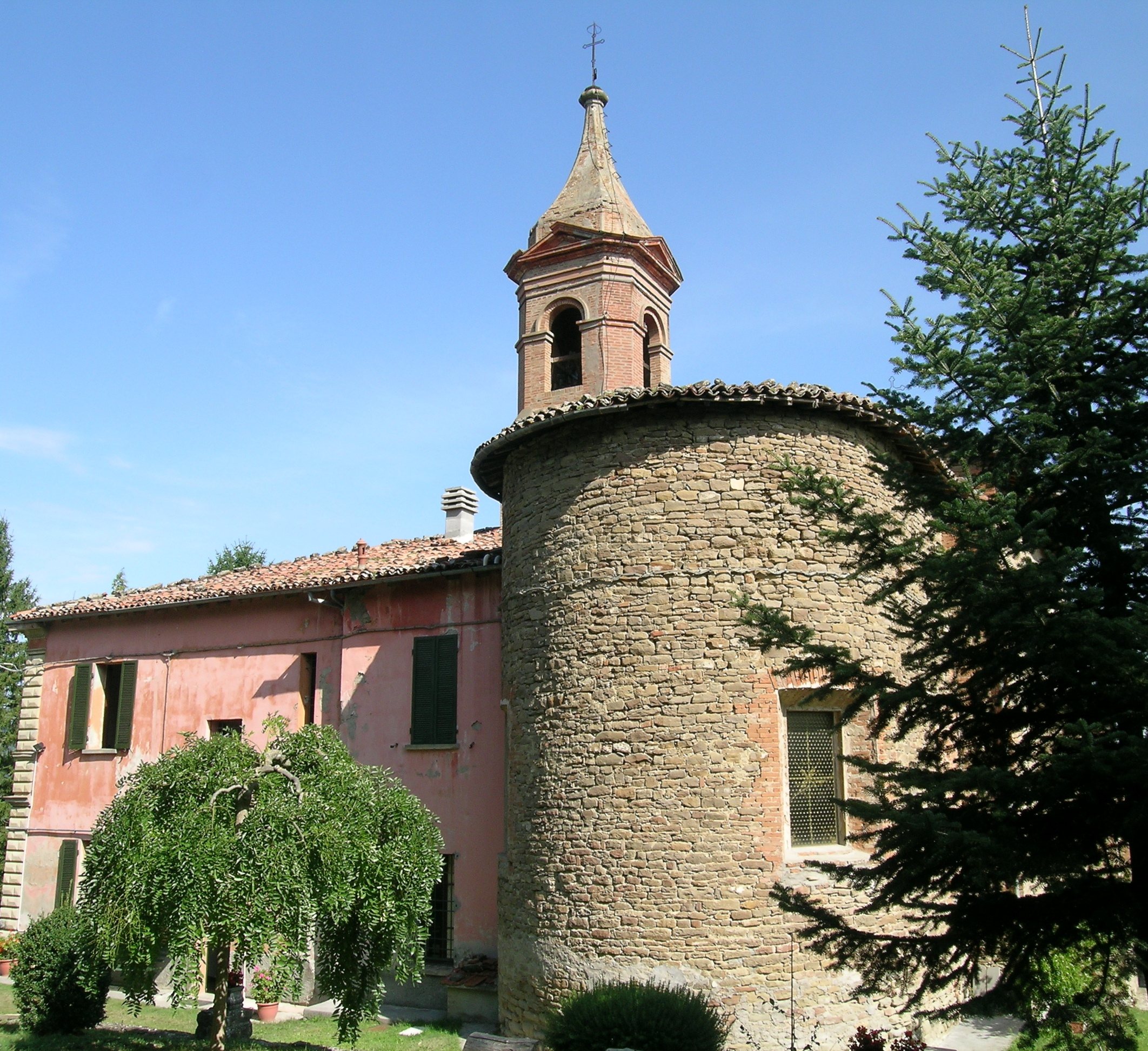
Abside della Chiesa di San Giacomo Maggiore Apostolo a Gaggio

La chiesa, costruita ai piedi della seconda rocca, è attestata sin dal 1279, quando vi era eretta la Confraternita dei Devoti. La vecchia chiesa aveva la facciata a ponente e misurava 13 piedi per 11 di larghezza e 20 d'altezza. In cornu Epistulae si alzava l'altare della Madonna del Rosario con statua, mentre in cornu Evangelii vi era l'altare dedicato a San Sebastiano, il patrono del castello. La canonica fu ampliata più volte. Nel 1614 viene descritta "pulcherrime ornata". Nel 1835 venne restaurato il soffitto a travatura lignea. La vecchia chiesa venne dismessa al momento della costruzione dell'attuale, dal titolo arcipretale, che fu voluta nel 1891 dall'arciprete don Giuseppe Zaccheroni su disegni, progetto e direzione lavori dell'ingegner Agostino Baruzzi di Fontanelice (1855-1916), che realizzò anche il campanile (1912) e una nuova ed ampia canonica.
Nel secondo dopoguerra l'abitato si spopola progressivamente e la chiesa viene abbandonata. Il recupero comincia nel 2012.

Oggi la chiesa è parte integrante di una Casa di preghiera, meta di incontri e ritiri con tanto di foresteria.